# Danvers Osborn, 3. Baronet

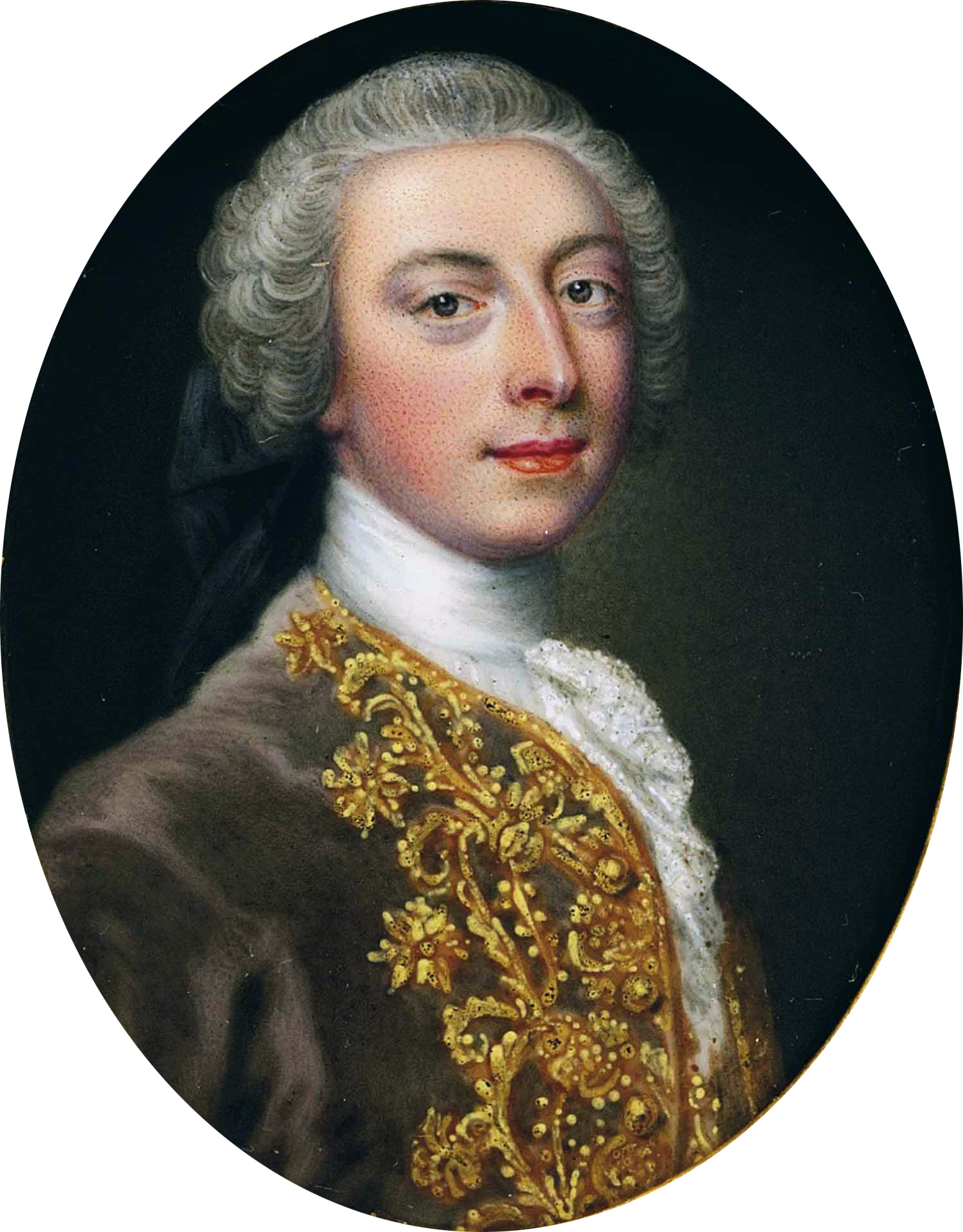
Sir Danvers Osborn, 3. Baronet

Sir Danvers Osborn, 3. Baronet (* 17. November 1715 in Shefford, Bedfordshire, England; † 12. Oktober 1753 in New York City) war ein britischer Adliger und im Jahr 1753 für zwei Tage Gouverneur der Provinz New York.

## Leben
Danvers Osborn entstammte dem englischen Adel und war der Sohn des John Osborn (1683–1719) aus dessen Ehe mit Hon. Sarah Byng (1695–1775), Tochter des Admirals George Byng, 1. Viscount Torrington. Im April 1720 erbte er beim Tod seines Großvaters im Kindesalter dessen Adelstitel als 3. Baronet, of Chicksands Priory in the County of Bedford. Im September 1740 heiratete er Lady Mary Montagu († 1743), Tochter des George Montague, 1. Earl of Halifax, die drei Jahre später bei der Geburt ihres zweiten Sohns verstarb. Ihren Tod hat Danvers Osborn für den Rest seines Lebens nicht verwunden. In den folgenden Jahren führte er ein ruheloses Leben. Zeitweise lebte er auf dem Anwesen seines Schwagers, George Montagu-Dunk, 2. Earl of Halifax, in Northamptonshire. Als im Jahr 1745 die Jakobiten unter Charles Edward Stuart einen Aufstand gegen den britischen König George II. begann, um das Haus Stuart wieder an die Macht zu bringen, stellte Osborn eigene Truppen auf. Diese kommandierte er auch selbst und führte sie unter dem Oberbefehl von Duke of Cumberland, einem Sohn Georgs II., in die Schlacht gegen die Jakobiten. Zwischen 1747 und 1753 saß er als Knight of the Shire für Bedfordshire im britischen House of Commons. Im Jahr 1750 reiste Osborn für sechs Wochen nach Nova Scotia, wo er die dortigen Verhältnisse, darunter auch den Handel, analysierte und seine Erkenntnisse den zuständigen Behörden in London zur Kenntnis brachte.
Im Juli 1753 wurde Danvers Osborn zum Gouverneur der Provinz New York ernannt. Am 10. Oktober trat er sein Amt als Nachfolger von George Clinton an. Er ernannte Thomas Pownall zu seinem Privatsekretär. Dieser sollte später Kolonialgouverneur der Provinz von Massachusetts Bay werden. Zwei Tage nach seinem Amtsantritt wurde Osborn tot im Garten seines Hauses aufgefunden. Anscheinend hatte er Selbstmord begangen. Es gab Gerüchte, dass er zuvor bereits zwei Selbstmordversuche unternommen hatte. Als Grund galten Depressionen, die auf den Tod seiner Frau im Jahre 1743 zurückgingen. Dagegen nimmt Lustig an, dass er sich umbrachte, nachdem James De Lancey ihm mitteilte, dass die Volksversammlung der Provinz nicht dafür stimmen werde, ihn für seine Tätigkeit zu bezahlen.
Aus seiner Ehe mit Lady Mary Montagu hinterließ er zwei Söhne:
- Sir George Osborn, 4. Baronet (1742–1818), Unterhausabgeordneter, Major-General der British Army, ⚭ (1) 1771 Elizabeth Bannister, ⚭ (2) 1788 Lady Heneage Finch, Tochter des Daniel Finch, 8. Earl of Winchilsea;
- John Osborn (1743–1814), Unterhausabgeordneter, Colonel der British Army, Diplomat.